# 乌勒伽
乌勒伽（7世纪？—739年），是8世纪中亚粟特人领袖，穆斯林征服河中地区之前的康国（撒马尔罕）国王（伊赫什德）。
710年，康国人叛乱推翻亲近阿拉伯的国王突昏，拥立乌勒伽继承王位。屈底波·本·穆斯林虽然反对康国的政变，但承认了乌勒伽的君位。乌勒伽也非常聪明谨慎，在穆斯林与突骑施不稳定的战和关系之间，维持着自己的统治。718年，他派遣使者向中国唐朝赠送锁子铠甲、水晶杯、玛瑙瓶、驼鸟卵、侏儒、胡旋女子等。731年，突骑施在隘路之战击败阿拉伯帝国，乌勒伽乘机夺回了他的首都撒马尔罕，并实现了半独立，他于739年去世。731年，他请唐玄宗封其子咄曷为曹国（劫布呾那）王，默啜为米国王，他死后，撒马尔罕由咄曷继承。